# Ань-ван
Ань-ван (кит. трад.: 安王; піньїнь: Ān) — 21-й ван Східної Чжоу, син Вейле-вана.
У 391 році до н. е. остаточно було повалено династію Цзян в царстві Ці, останнього союзника Чжоу серед інших царств. Нова династія Тянь не мала договорів тародинних зв'язків з ванами Чжоу. У 376 році до н. е. Ань-ван офіційно визнав факт припинення існування царства Цзінь. Водночас завдяки вправній дипломатії зумів зберегти внутрішню стабільність та відвести зовнішні небезпеки.